# Le Nombre 23
Pour les articles homonymes, voir Vingt-trois et 23 (nombre).
Pour plus de détails, voir Fiche technique et Distribution.
Le Nombre 23 (The Number 23) est un film américain réalisé par Joel Schumacher et sorti en 2007. Il s'agit d'un thriller à mi-chemin entre l'horreur et le fantastique.

## Synopsis
Walter Sparrow, un contrôleur animalier, mène une vie tranquille avec sa femme pâtissière Agatha et leur fils Robin. Pour son anniversaire, Agatha offre à Walter un livre qui détaille l'obsession meurtrière de l'étrange détective Petitou (Fingerling en VO) pour le nombre 23. Peu à peu, l'univers du livre envahit son quotidien et il s'identifie au mystérieux auteur du livre. Il finit par « voir » le nombre 23 partout autour de lui, dans son passé, son quotidien, et à plus large échelle (comme l'angle d'inclinaison de l'axe de rotation de la Terre qui est de 23,5°). Cette identification tourne à l'obsession. Walter se lance alors dans une quête de cet auteur qui le fascine et avec qui il semble avoir tant de points communs, notamment le pouvoir du nombre 23 sur leur vie.

## Fiche technique
- Titre original : The Number 23
- Titre français : Le Nombre 23
- Réalisation : Joel Schumacher
- Scénario : Fernley Phillips
- Décors : Andrew Laws
- Costumes : Daniel B. Clancy
- Photographie : Matthew Libatique
- Montage : Mark Stevens
- Musique : Harry Gregson-Williams
- Production : Richard Brener, Mike Drake, Toby Emmerich, Beau Flynn, Keith Goldberg, Fernley Phillips, Eli Richbourg, Tripp Vinson, Brooklyn Weaver
- Sociétés de production : New Line Cinema, Contrafilm, Fingerling Films, Firm Films
- Sociétés de distribution : New Line Cinema (États-Unis), Alliance Atlantis (Canada),
- Budget : 30 millions de dollars[1]
- Pays d'origine :  États-Unis
- Langue originale : anglais
- Format : couleur — 35 mm — 2.35:1 (CinemaScope) — son SDDS / DTS / Dolby Digital
- Genre : thriller
- Durée : 95 minutes
- Dates de sortie[2] :
  - États-Unis : 23 février 2007
  - France : 28 février 2007
- Classification : avertissement : scènes violentes, langage quelquefois vulgaire, et scènes implicitement sexuelles[Où ?]

## Distribution
- Jim Carrey (VF : Thierry Hancisse ; VQ : Daniel Picard) : Walter Sparrow / Petitou (Fingerling en VO)
- Virginia Madsen (VF : Déborah Perret ; VQ : Chantal Baril) : Agatha Sparrow / Fabrizia
- Logan Lerman (VQ : Nicholas Savard L'Herbier) : Robin Sparrow
- Danny Huston (VF : Bernard Alane ; VQ : Sylvain Hétu) : Isaac / Dr Miles Phoenix
- Lynn Collins (VF : Françoise Cadol ; VQ : Viviane Pacal) : Mme Dobkins / la blonde qui se suicide / la mère de Petitou
- Rhona Mitra (VF : Laurence Charpentier ; VQ : Geneviève Cocke) : Laura Tollins
- Michelle Arthur (en) : Sybil
- Mark Pellegrino (VF : Guillaume Lebon) : Kyle Finch
- Paul Butcher : Walter, jeune
- Corey Stoll : le sergent Burns
- Ed Lauter (VQ : Daniel Roussel) : le père Sebastian
- Troy Kotsur : Barnaby
- Bud Cort (VQ : Marc Bellier) : Dr Leary
- Patricia Belcher (VQ : Madeleine Arsenault) : Dr Alice Mortimer
- Tara Karsian (VF : Catherine Artigala) : l'employée de l'agence Clerk
- Tom Lenk : le vendeur à la librairie
- Eddie Rouse : le constructeur

 Source et légende : version française (VF) sur RS Doublage

## Production
Le scénario s'inspire de certains écrits de William S. Burroughs qui voyait dans le nombre 23 des significations mystiques. Le scénariste Fernley Phillips a également eu d'autres sources d'inspirations :

« Un ami m'a longuement parlé de l'énigme du nombre 23 et m'a conseillé de lire des auteurs comme l'écrivain futuriste Robert Anton Wilson, qui a écrit entre autres la trilogie Illuminatus !. J'ai commencé à m'ouvrir au phénomène des nombres, à la numérologie, à la symbolique, mais aussi au traitement sélectif que notre cerveau a des données que nous captons. Quel mystérieux mécanisme différencie une donnée de ce que nous analysons comme un signe ? (...) Parfois, une information va prendre une signification qui dépasse sa matérialité, elle va devenir un signal, quelque chose qui semble nous parler à un niveau plus mystique. C'est ce qui s'appelle voir un signe. Cela peut être n'importe quoi, un éclat de lumière, un cri, un regard. Pour beaucoup, ce sont des chiffres, et le nombre 23 en fait souvent partie. »

Le rôle principal est refusé par Robert De Niro, que Joel Schumacher avait dirigé dans Personne n'est parfait(e) (1999). Par ailleurs, Elisabeth Shue a dû renoncer au rôle d'Agatha Sparrow en raison de sa grossesse. Elle est remplacée par Virginia Madsen. 
Le tournage a lieu en Californie (Pasadena, Monrovia, Los Angeles et son université du Sud de la Californie) ainsi qu'à Cocoa Beach en Floride.

## Accueil

### Critique
Le film reçoit des critiques globalement très négatives. Sur l'agrégateur américain Rotten Tomatoes, il récolte 8% d'opinions favorables pour 190 critiques et une note moyenne de 3,6⁄10. En France, le film obtient une note moyenne de 1,9⁄5 sur le site AlloCiné, qui recense 21 titres de presse.

### Box-office
Malgré des critiques très négatives, le film s'en sort mieux au box-office avec plus de 77 millions de dollars, pour un budget de 30 millions.
| Pays ou région    | Box-office      | Date d'arrêt du box-office | Nombre de semaines |
| ----------------- | --------------- | -------------------------- | ------------------ |
| États-Unis Canada | 35 193 167 $    | 29 mars 2007               | 5                  |
| France            | 561 384 entrées | -                          | -                  |
| Total mondial     | 77 677 553 $    | -                          | -                  |

## Distinctions
Source : Internet Movie Database
Le film reçoit cinq nominations mais aucune récompenses :
- Teen Choice Awards 2007 : meilleur thriller ou film d'horreur et meilleur acteur d'un thriller ou film d'horreur pour Jim Carrey
- World Soundtrack Awards 2007 : compositeur de l'année pour Harry Gregson-Williams (également pour Déjà vu, Shrek le troisième et Souris City)
- Taurus World Stunt Awards 2008 : meilleure cascade pour Bob Brown
- Razzie Awards 2008 : pire acteur pour Jim Carrey

## Commentaires

### Le nombre 23
Le nombre 23 est présent à de nombreuses reprises dans le film (date, page de livre, code de couleurs). Par exemple, l'élément déclencheur de la folie de Walter est la rencontre avec un chien nommé Ned : en ajoutant la place de chacune des trois lettres dans l'alphabet (N : 14, E : 5, D : 4), cela donne le nombre 23. De plus, le numéro du King Edward Hotel est 555-1232 (5+5+5+1+2+3+2 est égal à 23). 
Jim Carrey lui a admis être obsédé par ce chiffre. Il a même nommé sa société de production JC 23 Entertainment. De plus, son salaire aurait été de 23 millions de dollars pour ce film. Le DVD du film contient 23 chapitres.

### Doublage français
Emmanuel Curtil, qui est la voix française habituelle et régulière de Jim Carrey depuis The Mask, n'a pas participé au doublage du film, remplacé par Thierry Hancisse. Il en avait été de même pour le film  Batman Forever (également réalisé par Joel Schumacher) : il n'avait pas participé à la version française et avait été remplacé par Vincent Violette qui doublait aussi le personnage de l'Homme-Mystère dans la série animée.